# .ao
.ao là tên miền Internet quốc gia (ccTLD) dành cho Angola. Nó được quản lý bởi Trường sở Kỹ sư của Đại học Agostinho Neto.
Ngày 17 tháng 6 năm 2019 tái khởi động lại việc đăng ký thương mại tên miền, với một nhà đăng ký duy nhất được phê duyệt để phát hành Serviços Públicos Electrónicos do Governo de Angola của chính phủ.